# Троїна
Троїна́ — граматична категорія іменника, дієслова і прикметника, іноді також займенників-іменників (я, ти, ми, хто, що і т. д.) і займенників-прикметників (мій, твій, наш, який і т. д.), уживається в деяких мовах разом з одниною, множиною і двоїною. Є особливою граматичною формою, яку приймає дана частина мови, уживається для позначення трьох осіб або предметів. Троїна в сучасних мовах уживається рідко, вона зустрічається, зокрема, в деяких австронезійських (толомако, ліхир, ток-пісін) і австралійських мовах.